# (42403) Andrémon
(42403) Andrémon, désignation internationale (42403) Andraimon, est un astéroïde troyen jovien.

## Description
(42403) Andraémon est un astéroïde troyen jovien, camp grec, c'est-à-dire situé au point de Lagrange L4 du système Soleil-Jupiter. Il présente une orbite caractérisée par un demi-grand axe de 5,298 UA, une excentricité de 0,111 et une inclinaison de 8,1° par rapport à l'écliptique.
Il est nommé en référence au personnage de la mythologie grecque Andrémon, père de Thoas, acteur du conflit légendaire de la guerre de Troie.

## Compléments